# DDR-Meisterschaften im Boxen 1977
Die DDR-Meisterschaften im Boxen wurden 1977 zum 29. Mal ausgetragen und fanden vom 22. bis 26. März in Berlin statt. An den Titelkämpfen nahmen 109 Boxer teil, die in elf Gewichtsklassen die Meister ermittelten. Der ASK Vorwärts Frankfurt/O. war mit fünf Titeln der erfolgreichste Verein dieser Meisterschaft. Mit Dietmar Geilich, Stefan Förster, Ulrich Beyer, Günther Rostankowski, Ottomar Sachse und Jürgen Fanghänel konnten sechs Boxer ihren Titel aus dem Vorjahr verteidigen.

## Endergebnisse
| Gewichtsklasse                  | Gold                                           | Silber                                | Bronze                                      | Bronze                                 |
| Halbfliegengewicht (bis 48 kg)  | Dietmar Geilich ASK Vorwärts Frankfurt/O.      | Robert Marx SC Traktor Schwerin       | Hans-Dieter Marschner BSG Stahl Hennigsdorf | Gert Winkler SG Wismut Gera            |
| Fliegengewicht (bis 51 kg)      | Olaf Bonke SC Traktor Schwerin                 | Rüdiger Rentsch SG Wismut Gera        | Klaus Gertenbach TSC Berlin                 | Jürgen Hentschel TSC Berlin            |
| Bantamgewicht (bis 54 kg)       | Stefan Förster SG Wismut Gera                  | Uwe Fox SC Traktor Schwerin           | Heyduck SC Dynamo Berlin                    | Ulf Graf ASK Vorwärts Frankfurt/O.     |
| Federgewicht (bis 57 kg)        | Rudi Fink ASK Vorwärts Frankfurt/O.            | Alexander Seidel TSC Berlin           | Montag SG Wismut Gera                       | Manfred Massalski SC Cottbus           |
| Leichtgewicht (bis 60 kg)       | Christian Zornow SC Traktor Schwerin           | Hans-Jürgen Marschner SC Chemie Halle | Hans Richter SG Wismut Gera                 | Conny Heine ASK Vorwärts Frankfurt/O.  |
| Halbweltergewicht (bis 63,5 kg) | Ulrich Beyer ASK Vorwärts Frankfurt/O.         | Detlef Ludwig SG Wismut Gera          | Olaf Schneider SC Dynamo Berlin             | René Müller BSG Stahl Hennigsdorf      |
| Weltergewicht (bis 67 kg)       | Karl-Heinz Krüger ASK Vorwärts Frankfurt/O.    | Detlef Kästner SC Dynamo Berlin       | H. Massalski SC Cottbus                     | Siegfried Vogelreuter SC Chemie Halle  |
| Halbmittelgewicht (bis 71 kg)   | Günther Rostankowski ASK Vorwärts Frankfurt/O. | Detlef Straßburg SC Chemie Halle      | Bohn SC Traktor Schwerin                    | Hoffmann BSG Stahl Hennigsdorf         |
| Mittelgewicht (bis 75 kg)       | Herbert Bauch TSC Berlin                       | Harald Büsch SC Traktor Schwerin      | Ralf Nebrig SC Dynamo Berlin                | Manfred Gebauer TSC Berlin             |
| Halbschwergewicht (bis 81 kg)   | Ottomar Sachse SC Chemie Halle                 | Bernd Wittenburg SC Dynamo Berlin     | Hans Müller SC Traktor Schwerin             | Peter Watzke SC Traktor Schwerin       |
| Schwergewicht (über 81 kg)      | Jürgen Fanghänel SG Wismut Gera                | Dietmar Mayer SC Chemie Halle         | Gert Kahlau ASK Vorwärts Frankfurt/O.       | Roland Köber ASK Vorwärts Frankfurt/O. |

## Medaillenspiegel
| Platz | Verein | Verein                    | Gold | Silber | Bronze | Total |
| ----- | ------ | ------------------------- | ---- | ------ | ------ | ----- |
| 1     |        | ASK Vorwärts Frankfurt/O. | 5    | –      | 4      | 9     |
| 2     |        | SC Traktor Schwerin       | 2    | 3      | 3      | 8     |
| 3     |        | SG Wismut Gera            | 2    | 2      | 3      | 7     |
| 4     |        | SC Chemie Halle           | 1    | 3      | 1      | 5     |
| 5     |        | TSC Berlin                | 1    | 1      | 3      | 5     |
| 6     |        | SC Dynamo Berlin          | –    | 2      | 3      | 5     |
| 7     |        | BSG Stahl Hennigsdorf     | –    | –      | 3      | 3     |
| 8     |        | SC Cottbus                | –    | –      | 2      | 2     |
|       | Total  | Total                     | 11   | 11     | 22     | 44    |